# Azjatycka seria GP2
Azjatycka seria GP2 – seria wyścigów samochodowych wzorowana na serii GP2 i organizowanych w Azji oraz na Bliskim Wschodzie, zainaugurowana w 2008 r. Seria zakończyła działalność w 2011 roku.

## Historia
Bernie Ecclestone od początku 2007 roku mówił o organizacji „zimowej” edycji GP2. Utworzenie azjatyckiej serii GP2 zostało oficjalnie potwierdzone podczas Grand Prix Monako 2007. Wyścigi były organizowane w trakcie tradycyjnej zimowej przerwy w europejskich seriach i towarzyszą zarówno serii samochodów seryjnych – Speedcar (weekendy te noszą nazwę Grand Racing), jak i Formule 1. W pierwszym sezonie były to rundy w Malezji i Bahrajnie.

### 2008
W sezonie 2008 udział brały wszystkie zespoły z sezonu 2007 z serii GP2. Wyjątkiem jest ekipa Racing Engineering, której miejsce zajął Meritus Racing – najbardziej utytułowany zespół wyścigowy z Azji.
Kalendarz sezonu 2008 składał się z pięciu rund oraz dwóch sesji testowych na torze w Dubaju, gdzie znajdowała się także główna siedziba serii.
Tytuł zdobył Francuz Romain Grosjean pokonując o 24 punkty Sébastien Buemi. Zarówno oni, jak i trzeci w klasyfikacji Witalij Pietrow otrzymali później szansę jazdy w Formule 1, a Romain Grosjean oraz Witalij Pietrow zdobywali również tytuły w głównej edycji serii.

### 2008/2009
Drugi sezon działalności serii rozpoczął się już w październiku 2008 roku, kiedy to wyścig towarzyszył Grand Prix Chin 2008, a zakończył w kwietniu 2009 roku również towarzysząc Formule 1 w Malezji i Bahrajnie.
Tym razem najlepiej spisał się Japończyk Kamui Kobayashi, który uzbierał 56 punktów. Jeszcze w 2009 roku zadebiutował on w Formule 1 z ekipą Toyoty. Drugi w klasyfikacji, również późniejszy kierowca Formuły 1 – Belg Jérôme d’Ambrosio pokonał Hiszpana Roldána Rodrígueza zaledwie o jeden punkt. Tytuł w klasyfikacji zespołów zdobyła francuska ekipa DAMS.

### 2009/2010
Trzeci sezon Azjatyckiej serii GP2 został zorganizowany na przełomie 2009 i 2010 roku. Odbyły się cztery rundy – po dwie na torach Yas Marina Circuit oraz Bahrain International Circuit. W każdym przypadku jeden z nich towarzyszył Formule 1.
Mistrzem serii został Włoch Davide Valsecchi, przyszły mistrz głównej serii z 2012 roku. Pokonał on weterana – Włocha Luca Filippiego o 27 punktów. Trzecie miejsce na podium zajął również Włoch – Giacomo Ricci. Ekipa mistrza wśród kierowców – iSport International pokonała wszystkich rywali wśród zespołów.

### 2011
Sezon 2011 był najkrótszym sezonem w historii serii. Ponieważ z powodu zamieszek w Bahrajnie zostały odwołane obie rundy w tym kraju, seria składała się jedynie z dwóch rund – na torze Yas Marina Circuit oraz Autodromo Enzo e Dino Ferrari znanym jako Imola.
Zwycięzcą wśród kierowców znów po trzech latach okazał się Romain Grosjean, który w tym samym sezonie wygrał również główną serię, a rok później awansował do Formuły 1 z ekipą Lotus F1 Team. Zarówno drugiego Jules'a Bianchiego, jak i trzeciego Giedo van der Garde również czekała kariera w Formule 1. Wśród zespołów kolejny tytuł wywalczył DAMS.

## Mistrzowie
| Sezon     | Kierowca                                | Zespół               |
| --------- | --------------------------------------- | -------------------- |
| 2008      | Romain Grosjean (ART Grand Prix)        | ART Grand Prix       |
| 2008/2009 | Kamui Kobayashi (DAMS)                  | DAMS                 |
| 2009/2010 | Davide Valsecchi (iSport International) | iSport International |
| 2011      | Romain Grosjean (DAMS)                  | DAMS                 |